# Suzuki XL7
El Suzuki XL7 (bautizado como XL-7 en algunos países) fue un automóvil todoterreno del fabricante japonés Suzuki, puesto a la venta en el año 1998.
Compitió con los Chevrolet Equinox, Ford Edge, Kia Sorento, Hyundai Santa Fe y Mazda CX-7.

## Primera generación (1998-2006)
La primera generación XL-7 (Segmento D) fue un diseño de Suzuki derivado del Suzuki Grand Vitara. Tenía un motor gasolina de 2,7 litros y seis cilindros en V, y estaba disponible con tracción trasera y tracción a las cuatro ruedas. Cuando se presentó, la XL-7 era el automóvil todoterreno de tres filas de asientos menos costosa en América del Norte. Se vendieron más de 20.000 unidades al año, y fue galardonado como la Mejor Compra del Consumer's Digest. Sin embargo, las ventas se enlentecieron cuando los todoterrenos competidores, como el Toyota Highlander y el Honda Pilot, se volvieron más económicos, potentes y mejor equipados.

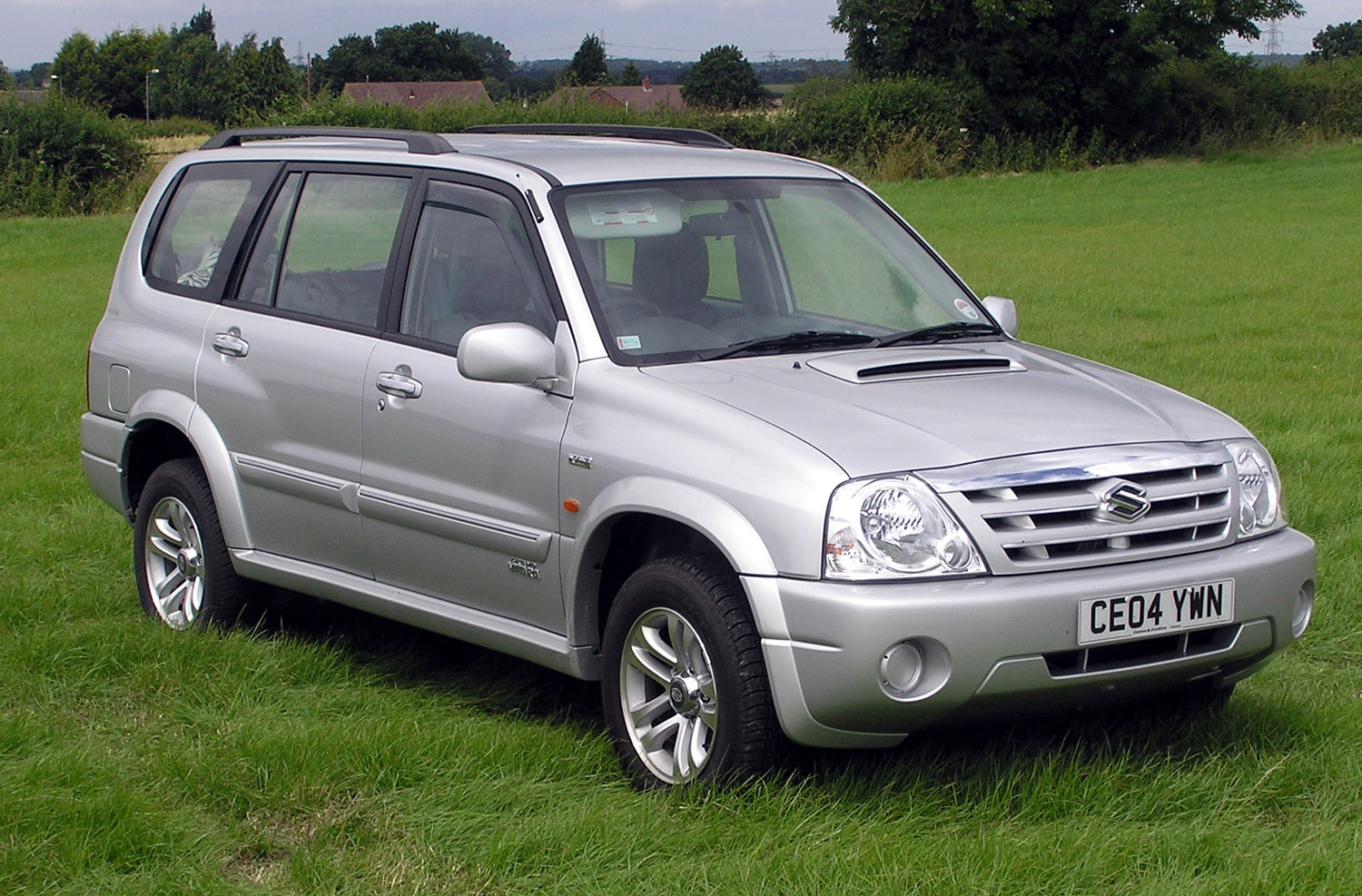
Suzuki Grand Vitara XL-7 de primera generación (post-reestilización).

## Segunda generación (2006-2009)

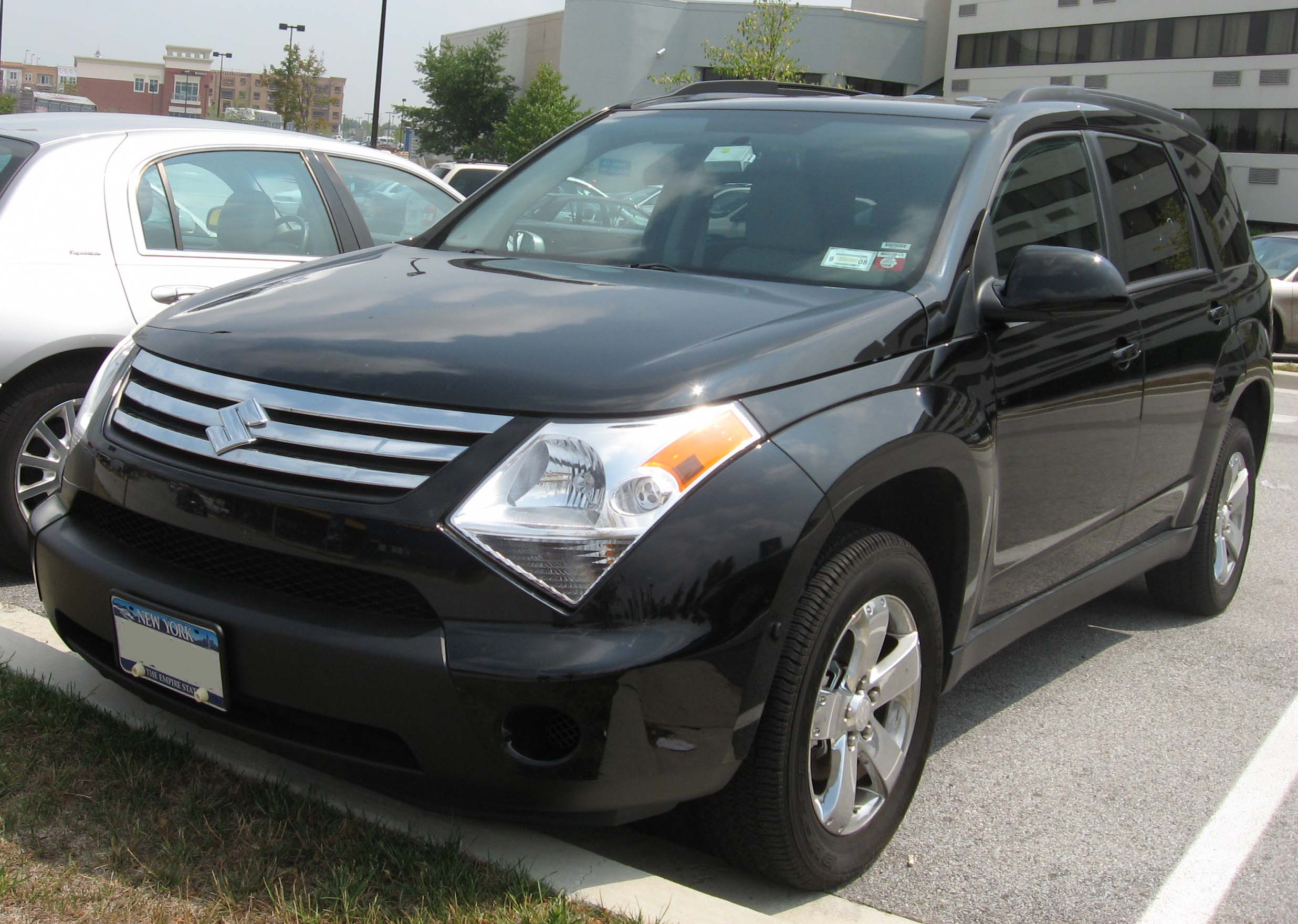
Suzuki XL7.

Introducido en el cuarto trimestre de 2006, Suzuki se asoció con General Motors para construir el XL7 modelo 2007 (ahora sin el guion) que subió de segmento (E), utilizando las mismas plataformas y componentes de los Chevrolet Equinox y Pontiac Torrent y Saturn Vue. Algunas de las características de diseño son una parrilla frontal cromada y faros trapezoidales. Utiliza un motor gasolina de origen GM de seis cilindros en V, 3,6 litros de cilindrada y 252 CV de potencia máxima y tracción a las cuatro ruedas. El XL7 es construido en la fábrica Cami en Ontario, Canadá, junto a sus hermanas, haciendo de este vehículo mucho mejor que el anterior, pero con el paso del tiempo fue un rotundo fracaso por las fallas que tenía por lo que fue descontinuado en 2009.

## Generación basada en el Suzuki Ertiga
Actualmente, en algunos países el XL7 sigue en pie y es una versión SUV del Suzuki Ertiga,
En India se le llama "XL6" Mientras que en otros, se les sigue llamando XL7